# Сельское поселение «Даурское»
Се́льское поселе́ние «Даурское» — муниципальное образование в Забайкальском районе Забайкальского края Российской Федерации.
Административный центр — посёлок железнодорожной станции Даурия.

## История
Статус и границы сельского поселения установлены Законом Читинской области от 19 мая 2004 года «Об установлении границ, наименований вновь образованных муниципальных образований и наделении их статусом сельского, городского поселения в Читинской области».

## Население
| 2010  | 2011  | 2012  | 2013  | 2014  | 2015  | 2016  |
| ----- | ----- | ----- | ----- | ----- | ----- | ----- |
| 3850  | ↘3836 | ↗3982 | ↗4002 | ↗4029 | ↗4064 | ↘3920 |
| 2017  | 2018  | 2019  | 2020  | 2021  |       |       |
| ↗3926 | ↗3983 | ↗4000 | ↘3978 | ↘2957 |       |       |

## Состав сельского поселения
| № | Населённый пункт | Тип населённого пункта                                  | Население |
| - | ---------------- | ------------------------------------------------------- | --------- |
| 1 | Даурия           | посёлок железнодорожной станции, административный центр | ↘2957     |

## Известные уроженцы
Красносельский Вадим Николаевич (род. 1970) — Третий Президент Приднестровской Молдавской Республики с 2016 года.